# Zawadzkiwerk

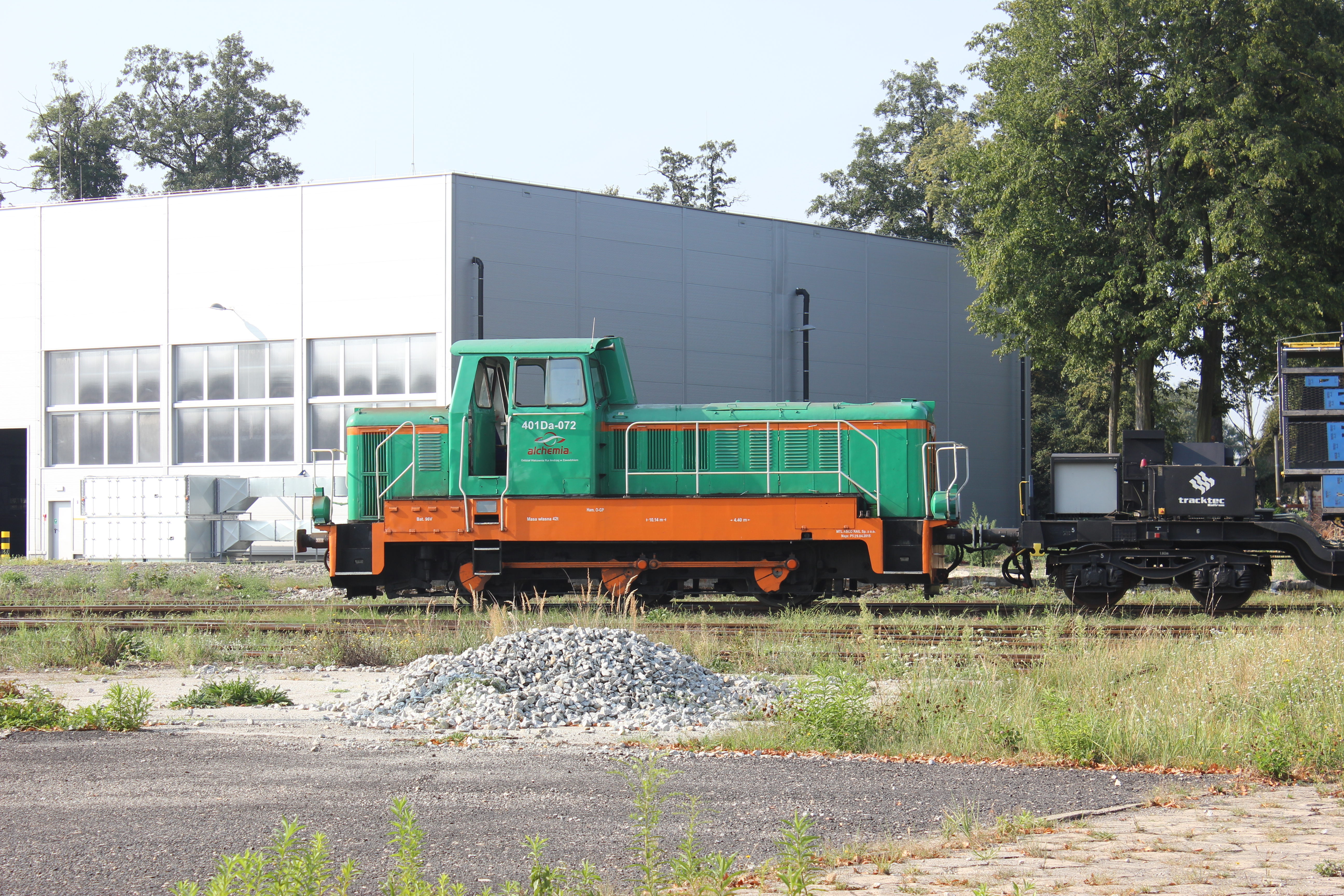
Werksbahn auf dem Werksgelände

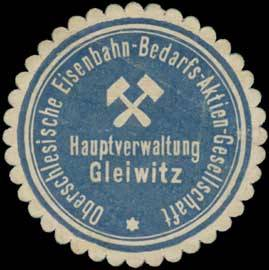
Siegelmarke Oberschlesische Eisenbahn-Bedarfs-Aktien-Gesellschaft

Das Zawadzkiwerk, auch Hüttenwerk Zawadzki, war ein Hüttenwerk und Puddel- und Walzwerk in Zawadzki (heute Zawadzkie) in Oberschlesien. Es wurde als privates Werk im Besitz des Grafen Andreas Maria von Renard am Fluss Malapane gegründet. Markenzeichen war eine Raute mit einem Symbol (vermutlich eine Säule, aus dem Wappen der Grafen Colonna) und der Nummer 28.

## Geschichte
Das Werk wurde ab 1836 als Puddel- und Walzwerk erbaut und 1840 nach dem Generalbevollmächtigten Franz von Zawadzky zunächst Zawadzkywerk genannt, später Zawadzkiwerk. Um das Werk mit genug Roheisen zu versorgen, ließ Graf Renard das ihm ebenfalls gehörende Hüttenwerk Friedenshütte erweitern. Zum Werk gehörten acht Frischfeuer und vier Hammermühlen. Um das Werk entstand eine Siedlung, die ebenfalls Zawadzkywerk genannt wurde. Zur Belieferung des Werks wurde der Hüttenkanal mit Hüttenteich gebaut, der es mit den Orten Sandowitz und Kolonnowska verband. Graf Renard ließ zudem eine neue Straße bauen, die Renard’sche Chaussee. Später wurde auch eine direkte Bahnanbindung erbaut, die 1857 eröffnet wurde. 1855 verkaufte Renard das Werk an die Schlesische Hütten-, Forst- und Bergbau-Gesellschaft „Minerva“, an der Renard auch beteiligt war. 1857 wurde der Name des Ortes in Zawadzki geändert. 1871 kam das Werk mit der „Minerva“ in den Besitz der Oberschlesische Eisenbahn-Bedarfs-AG (auch kurz Oberbedarf). 1887 wurde das Werk Besitz des Unternehmens Obereisen der Brüder Caro aus Gleiwitz. Das Werk stellte sich immer weiter auf die Produktion für die Eisenbahn ein. 1916 wurde ein neues Kesselhaus mit 96 Meter hohem Schornstein in Betrieb genommen. In den 1920er Jahren wurde die Stahlproduktion eingestellt und nur noch Metall verarbeitet.
In den 1920er Jahren gehörten zu den Hüttenwerken Zawadzki Stabeisenwalzwerke, eine Gesenkschmiede, Feldbahn-Werkstätten, eine Weichenfabrik und eine Fahrzeugfabrik. Das Werk war Teil der Oberschlesische Eisenbahn-Bedarfs-AG mit Sitz in Gleiwitz. 1926 wurde das Zawadzkiwerk Teil der Vereinigte Oberschlesische Hüttenwerke AG (auch kurz Oberhütten).
1945 wurde das Werk durch die Sowjetunion demontiert, der Rest der Anlagen anschließend durch den polnischen Staat konfisziert und verstaatlicht. 1954 wurde das Werk in Huta im. gen. Karola Świerczewskiego umbenannt. Das Werk richtete sich vor allem auf die Produktion von Röhren ein. Danach erfolgte die Namensänderung in Huta Andrzej. 2003 wurde das Werk für bankrott erklärt. Heute ist auf dem Gelände das Unternehmen Alchemia S.A. Oddział Walcownia Rur Andrzej ansässig.